# Acras de morue

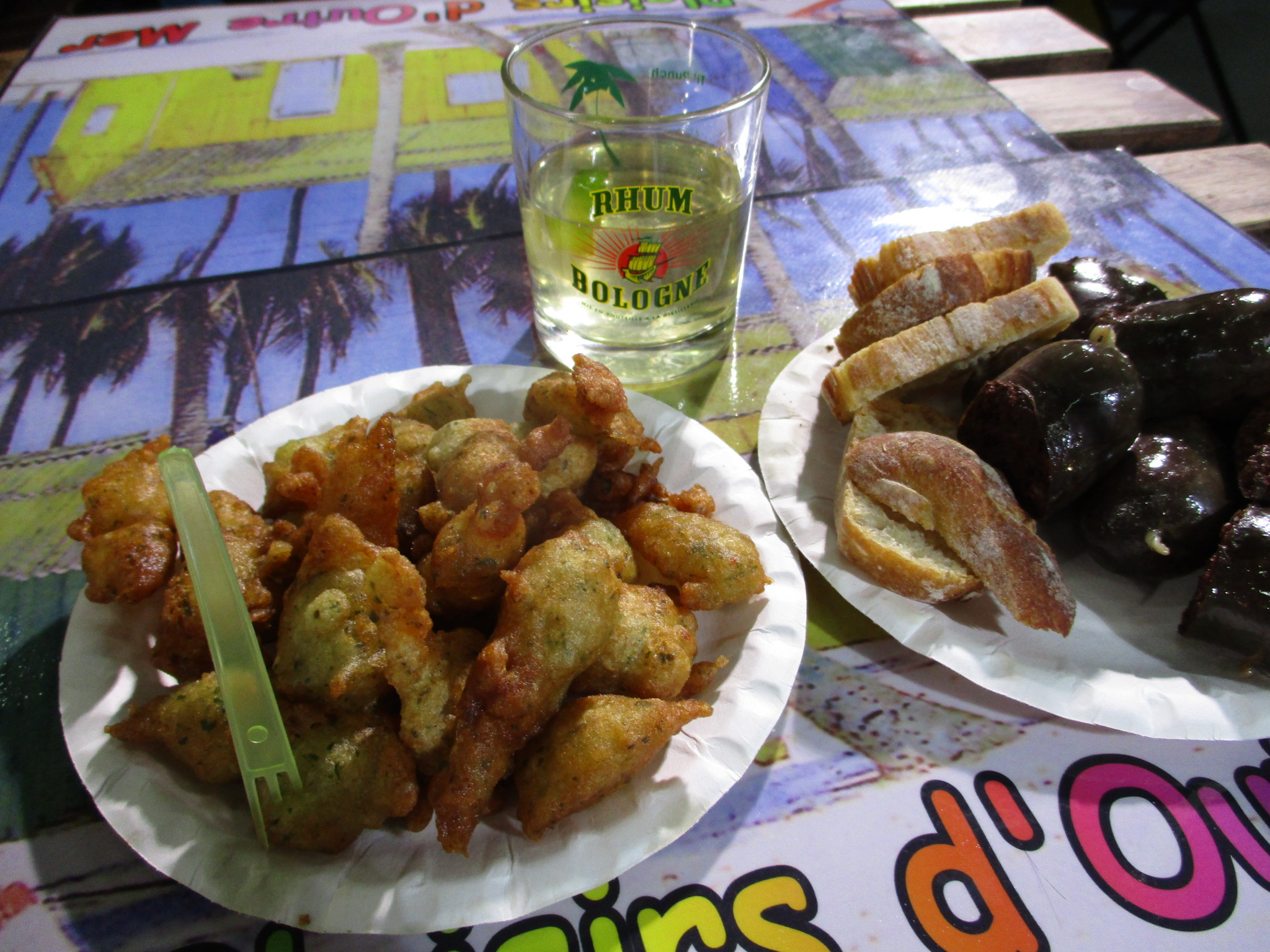
Acras de morue

Las acras o accras de morue (buñuelo de bacalao en idioma francés) son una especialidad gastronómica del archipiélago francés de Guadalupe.

## Características
Se trata de unos buñuelos de bacalao (aunque ocasionalmente pueden hacerse con algún otro pescado desalado desmigado) ligeramente picantes cuya pasta incluye además del pescado harina, huevo y especias (ajo, guindilla, perejil, cebolla o chalotas son las más típicas). Se fríen y se sirven calientes como aperitivo o entrante.